# NA-653
La NA-653 es una carretera de interés para la Comunidad Foral de Navarra, tiene una longitud de 4 km, que comunica Peralta con San Adrián.

## Recorrido
| Denominación | Kilómetro | Salida | Carretera | Dirección  |
| ------------ | --------- | ------ | --------- | ---------- |
| NA-653       | 0         |        | NA-624    | Peralta    |
| NA-653       | 4         |        | NA-134    | San Adrián |